# Tsubasa Yuge
Tsubasa Yuge (japanisch 弓削 翼 Yuge Tsubasa; * 5. Februar 2000 in der Präfektur Saitama) ist ein japanischer Fußballspieler.

## Karriere
Tsubasa Yuge erlernte das Fußballspielen in der Jugendmannschaft der Urawa Red Diamonds sowie in der Universitätsmannschaft der Nippon Sport Science University. Seinen ersten Vertrag unterschrieb er am 1. Februar 2022 bei Iwate Grulla Morioka. Der Verein aus Morioka, einer Stadt in der Präfektur Iwate, spielt in der zweiten japanischen Liga. Sein Zweitligadebüt gab Tsubasa Yuge am 5. März 2022 (3. Spieltag) im Auswärtsspiel gegen den FC Ryūkyū. Hier stand er in der Startelf und wurde in der 59. Minute gegen Hayata Komatsu ausgewechselt. Iwate gewann das Spiel 2:1. Am Ende der Saison 2022 belegte er mit Iwate Grulla Morioka den letzten Tabellenplatz und musste in die dritte Liga absteigen.